# Victor Antonio Tamayo Betancourt
Victor Antonio Tamayo Betancourt (ur. 20 lipca 1937 w Anori) – kolumbijski duchowny rzymskokatolicki, w latach 2004-2017 biskup pomocniczy Barranquilli.

## Życiorys
Święcenia kapłańskie przyjął 20 grudnia 1964. Inkardynowany do archidiecezji Barranquilli, był przede wszystkim proboszczem w parafiach tejże archidiecezji (m.in. w parafii katedralnej). Od 2000 był wikariuszem generalnym archidiecezji, zaś od 2001 ekonomem.
12 grudnia 2003 został mianowany biskupem pomocniczym Barranquilli ze stolicą tytularną Voncariana. Sakrę biskupią otrzymał 24 stycznia 2004. 14 listopada 2017 przeszedł na emeryturę.